# Раундап (Монтана)
Раундап (англ. Roundup) — місто (англ. city) в США, в окрузі Масселшелл штату Монтана. Населення — 1742 особи (2020).

## Географія
Раундап розташований за координатами 46°26′54″ пн. ш. 108°32′23″ зх. д. / 46.44833° пн. ш. 108.53972° зх. д. (46.448335, -108.539687).  За даними Бюро перепису населення США в 2010 році місто мало площу 3,47 км², з яких 3,46 км² — суходіл та 0,00 км² — водойми.

### Клімат
| Клімат : Раундап      | Клімат : Раундап | Клімат : Раундап | Клімат : Раундап | Клімат : Раундап | Клімат : Раундап | Клімат : Раундап | Клімат : Раундап | Клімат : Раундап | Клімат : Раундап | Клімат : Раундап | Клімат : Раундап | Клімат : Раундап | Клімат : Раундап |
| Показник              | Січ.             | Лют.             | Бер.             | Квіт.            | Трав.            | Черв.            | Лип.             | Серп.            | Вер.             | Жовт.            | Лист.            | Груд.            | Рік              |
| Середній максимум, °C | 3,9              | 6,2              | 11,0             | 16,3             | 21,4             | 26,2             | 31,6             | 31,2             | 24,7             | 16,9             | 8,5              | 3,2              | 16,7             |
| Середній мінімум, °C  | −9,2             | −7,8             | −4,1             | 0,2              | 5,3              | 9,9              | 13,1             | 11,9             | 6,5              | 1,1              | −4,5             | −9,3             | 1,1              |
| Норма опадів, мм      | 9                | 9                | 18               | 34               | 58               | 67               | 43               | 29               | 30               | 26               | 10               | 11               | 343              |
| --------------------- | ---------------- | ---------------- | ---------------- | ---------------- | ---------------- | ---------------- | ---------------- | ---------------- | ---------------- | ---------------- | ---------------- | ---------------- | ---------------- |
| Джерело: NOAA         |                  |                  |                  |                  |                  |                  |                  |                  |                  |                  |                  |                  |                  |

## Демографія
Згідно з переписом 2010 року, у місті мешкало 1788 осіб у 814 домогосподарствах у складі 445 родин. Густота населення становила 516 осіб/км².  Було 973 помешкання (281/км²).
Расовий склад населення:
| - 95,7 % — білих - 1,3 % — корінних американців - 0,3 % — чорних або афроамериканців - 0,1 % — азіатів |

До двох чи більше рас належало 2,4 %. Частка іспаномовних становила 4,1 % від усіх жителів.
За віковим діапазоном населення розподілялося таким чином: 23,7 % — особи молодші 18 років, 59,5 % — особи у віці 18—64 років, 16,8 % — особи у віці 65 років та старші. Медіана віку мешканця становила 43,6 року. На 100 осіб жіночої статі у місті припадало 92,5 чоловіків;  на 100 жінок у віці від 18 років та старших — 94,9 чоловіків також старших 18 років.
Середній дохід на одне домашнє господарство  становив 50 377 доларів США (медіана — 35 000), а середній дохід на одну сім'ю — 60 889 доларів (медіана — 57 847). Медіана доходів становила 61 393 долари для чоловіків та 30 741 долар для жінок. За межею бідності перебувало 18,5 % осіб, у тому числі 31,1 % дітей у віці до 18 років та 9,0 % осіб у віці 65 років та старших.
Цивільне працевлаштоване населення становило 818 осіб. Основні галузі зайнятості: освіта, охорона здоров'я та соціальна допомога — 27,5 %, роздрібна торгівля — 13,8 %, будівництво — 11,9 %, сільське господарство, лісництво, риболовля — 11,4 %.